# Alpes del Tauern occidentales
Los Alpes del Tauern occidentales (en alemán, Westliche Tauernalpen; en italiano, Alpi dei Tauri occidentali) son una sección del gran sector Alpes centrales del este, según la clasificación SOIUSA. Su pico más alto es el Großglockner, con 3.798 m s. n. m.
Se extienden por Austria y sólo marginalmente por Italia.

## Clasificación
Según la Partición de los Alpes de 1926 los Tauern estaban comprendidos en los Alpes Nóricos. Según la SOIUSA son dos (Alpes del Tauern occidentales y Alpes del Tauern orientales) de las 36 secciones alpinas.

## Geografía
Los Alpes del Tauern occidentales limitan al norte con los Alpes septentrionales salzburgueses; al noreste con los Alpes del Tauern orientales; al este con los Alpes de Estiria y Carintia; al sur con los Alpes Cárnicos y del Gail y con los Dolomitas; al oeste con los Alpes Réticos orientales; al noroeste con los Alpes esquistosos tiroleses.
Entre las diversas subsecciones de los Alpes del Tauern occidentales los Alpes de Zillertal y los Alpes Pustereses están en la cadena principal alpina; Hohe Tauern y el Grupo del Kreuzeck se destacan al este a la Forcella del Picco y al paso Stalle.

## Subsivisiones

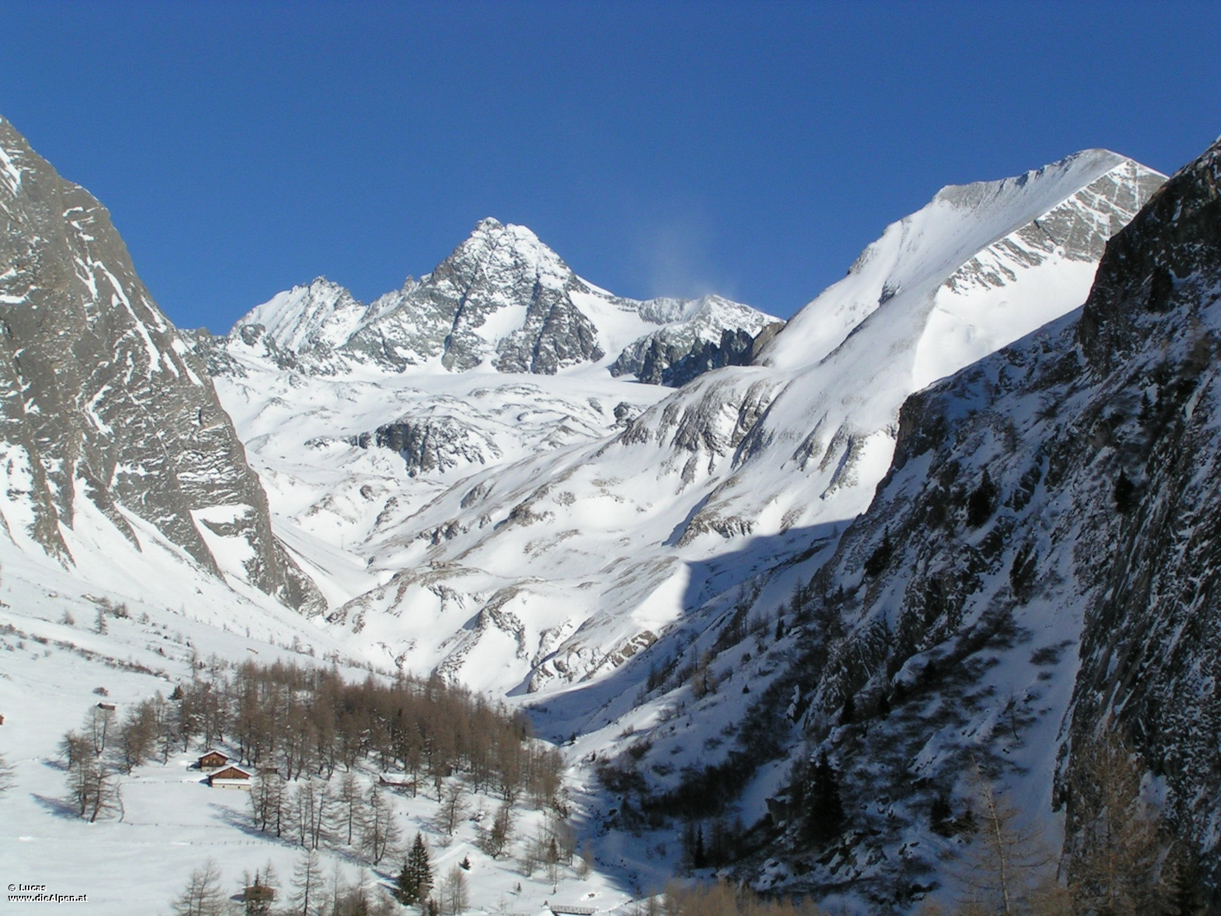
Vertiente sur del Großglockner.

Los Alpes del Tauern occidentales según la SOIUSA se subdividen en cuatro subsecciones y en 13 supergrupos:
- Alpes de Zillertal
  - Cadena Croda Alta-Olperer
  - Grupo del Gran Pilastro
  - Montes de Fundres
  - Grupo del Reichenspitze
- Hohe Tauern
  - Grupo del Venediger i.s.a.
  - Grupo Granatspitze
  - Grupo del Glockner
  - Grupo del Schober
  - Grupo del Goldberg
  - Grupo del Ankogel i.s.a.
- Alpes Pustereses
  - Vedrette di Ries
  - Montes del Villgraten
- Grupo Kreuzeck
  - Kreuzeck

## Cimas
Las montañas principales de los Alpes del Tauern occidentales son:
| montaña                   | altura(m) | subsección         | supergrupo                |
| ------------------------- | --------- | ------------------ | ------------------------- |
| Großglockner              | 3.798     | Hohe Tauern        | Grupo Glockner            |
| Großvenediger             | 3.666     | Hohe Tauern        | Grupo Venediger           |
| Gran Pilastro             | 3.509     | Alpes de Zillertal | Grupo del Gran Pilastro   |
| Picco dei Tre Signori     | 3.499     | Hohe Tauern        | Grupo Venediger           |
| Pizzo Rosso               | 3.495     | Hohe Tauern        | Grupo Venediger           |
| Grande Mèsule             | 3.478     | Alpes de Zillertal | Grupo del Gran Pilastro   |
| Olperer                   | 3.476     | Alpes de Zillertal | Alpes Breonios orientales |
| Monte Collalto            | 3.436     | Alpes Pustereses   | Vedrette di Ries          |
| Cima di Campo             | 3.418     | Alpes de Zillertal | Grupo del Gran Pilastro   |
| Monte Lovello             | 3.376     | Alpes de Zillertal | Grupo del Gran Pilastro   |
| Hochalmspitze             | 3.360     | Hohe Tauern        | Grupo Ankogel             |
| Reichenspitze             | 3.303     | Alpes de Zillertal | Grupo del Reichenspitze   |
| Monte Collaspro           | 3.273     | Alpes Pustereses   | Vedrette di Ries          |
| Muntanitz                 | 3.232     | Hohe Tauern        | Grupo Granatspitze        |
| Punta di Valle            | 3.210     | Alpes de Zillertal | Grupo del Gran Pilastro   |
| Kitzsteinhorn             | 3.203     | Hohe Tauern        | Grupo Glockner            |
| Picco della Croce         | 3.135     | Alpes de Zillertal | Montes di Fundres         |
| Weiße Spitze              | 2.962     | Alpes Pustereses   | Montes Villgraten         |
| Vetta d'Italia            | 2.912     | Alpes de Zillertal | Grupo del Reichenspitze   |
| Testa Gemella Occidentale | 2.837     | Alpes de Zillertal | Grupo del Reichenspitze   |
| Corno di Fana             | 2.663     | Alpes Pustereses   | Montañas Villgraten       |
| Cornetto di Confine       | 2.545     | Alpes Pustereses   | Montañas Villgraten       |